# Латишева Клавдія Яківна
Клавдія Яківна Латишева (14 березня 1897, Київ — 11 травня 1956, Київ) — вчена в галузі математики, професор.

## Біографія
Народилася 14 березня 1897 року в Києві, в родині військовослужбовця. Середню освіту здобула в 1916 році в Другій жіночій гімназії, в 1921 році закінчила жіночі вищі педагогічні курси (фізико-математичний відділ). Подальша наукова і педагогічна діяльність цілковито пов'язана з Київським університетом. Стала першою в Україні жінкою, яка захистилась на ступінь кандидата фізикоматематичних наук («Наближене розв'язування за допомогою способу моментів лінійних, диференціальних рівнянь, що мають особливості в коефіцієнтах», 1936), а 1952 року — доктором («Нормальні розв'язки лінійних диференціальних рівнянь з поліноміальними коефіцієнтами») і професором, відомий її «Математичний задачник для хімічних інститутів» (1932) та «Елементи наближених обчислень» (1942), праці з електродинаміки, теорії коливань та ймовірностей...
З 1953 по 1956 рік очолювала кафедру диференціальних рівнянь Київського університету. Читала курси «Інтегрування диференціальних рівнянь», спеціальні курси: «Асимптотичні методи розв'язання диференціальних рівнянь», «Диференціальні рівняння з поліноміальними коефіцієнтами» та інші.
За сумлінну багаторічну роботу Клавдія Латишева нагороджена орденом Леніна (1954), а також медаллю «За доблесну працю у Великій Вітчизняній війні 1941—1945 рр.»

Могила Клавдії Латишевої

Померла 11 травня 1956 року у Києві. Похована в Києві на Лук'янівському цвинтарі (ділянка № 5, ряд 9, місце 20).

## Наукова робота
Науковий доробок Латишевої — понад чотири десятки праць, серед яких і метод Фробеніуса-Латишевої для розв'язування систем диференціальних рівнянь з частинними похідними, і спільна з Михайлом Кравчуком доповідь (1936, Інститут математики) для союзної АН, і список літератури до його монографії «Застосування способу моментів до розв'язування лінійних диференціальних та інтегральних рівнянь» (1932—1935), удостоєний письмової подяки автора.
Була у числі організаторів Першої всеукраїнської математичної олімпіади (1936, Київський університет).
Відомий її «Математичний задачник для хімічних інститутів» (1932) та «Елементи наближених обчислень» (1942), праці з електродинаміки, теорії коливань та ймовірностей.
Наукові роботи Ляшевої цінують до сих пір. В 2021 році з ініціативи ГО STEM is FEM за підтримки міжнародних організацій ООН-Жінки в Україні та Дитячого фонду ООН (ЮНІСЕФ) в Україні була обрана одним з облич освітнього арт-проєкту «Наука — це вона», в числі 12 найвідоміших вчених-жінок України. 